# Harry Redknapp
Henry James Redknapp (sinh ngày 2 tháng 3 năm 1947) là một cựu cầu thủ và huấn luyện viên bóng đá người Anh. Ông đã từng quản lý AFC Bournemouth, West Ham United, Portsmouth, Southampton, Tottenham Hotspur, Queens Park Rangers và Birmingham City. Trong lần thứ hai dẫn dắt Portsmouth, ông cùng đội bóng giành FA Cup 2008. Vào cuối mùa giải 2009–10, ông đã dẫn dắt Tottenham tham gia UEFA Champions League.
Con trai của ông, Jamie Redknapp, đã chơi dưới quyền ông ở Bournemouth và Southampton. Ông cũng là chú của Frank Lampard, người đã chơi dưới quyền ông tại West Ham United.

## Danh hiệu

### Cầu thủ
U18 Anh
- UEFA European Under-18 Championship: 1964[8]

### Huấn luyện viên
AFC Bournemouth
- Associate Members' Cup: 1983–84[9]

West Ham United
- UEFA Intertoto Cup: 1999[10]

Portsmouth
- Football League First Division: 2002–03[11]
- FA Cup: 2007–08[4]

Tottenham Hotspur
- Football League Cup á quân: 2008–09[12]

Queens Park Rangers
- Football League Championship play-offs: 2014[13]